# Emmanuel Trance
Emmanuel Celeste Trance (ur. 18 sierpnia 1953 w Calinog Iloilo) – filipiński duchowny rzymskokatolicki, w latach 2005–2023 biskup Catarman.

## Życiorys
Święcenia kapłańskie przyjął 17 maja 1978 i został inkardynowany do archidiecezji Jaro. Po kilkuletnim stażu duszpasterskim związał się z seminarium w Iloilo, gdzie pełnił funkcje m.in. bibliotekarza, wicerektora oraz rektora.
14 maja 2004 papież Jan Paweł II mianował go biskupem koadiutorem Catarman. Sakry biskupiej udzielił mu 22 lipca 2004 abp Antonio Franco. 10 marca 2005 objął pełnię rządów w diecezji.
8 grudnia 2023 papież Franciszek przyjął jego rezygnację z pełnionego urzędu.